# Hôtel Cote-Blatin
Pour les articles homonymes, voir Blatin.
L’hôtel Cote-Blatin est un hôtel particulier sis à Clermont-Ferrand, au 9 cours Sablon. Il a été construit en 1897 par Émile Camut pour Joseph Cote-Blatin. Il est inscrit depuis 2010 comme monument historique.

## Historique
Le maître d'ouvrage était un homme d'affaires et vice-président du conseil général du Puy-de-Dôme, Joseph Cote (sans accent) (1845-1917), dit Cote-Blatin après son mariage en 1872 avec Antoinette Blatin, fille d'Antoine Blatin-Mazelhier, conseiller général du canton de Clermont-Ferrand-Sud auquel Joseph Cote succéda en 1884. L'architecte parisien Émile Camut est connu dans la région pour ses réalisations dans la ville thermale du Mont-Dore et pour la construction du château de la Canière à Thuret.
L'hôtel a été inscrit comme monument historique par un arrêté du 2 juillet 2010. La protection porte sur l'ensemble de la demeure, y compris les aménagements et décors intérieurs et le petit jardin qui se trouve à l'arrière.

## Description
L'immeuble, légèrement en retrait de la rue, est construit en pierres de Volvic et comporte deux niveaux plus un niveau de soubassement et un niveau de combles brisés éclairé par des lucarnes ovales en pierre ; le niveau de rez-de-chaussée se caractérise par sa grande hauteur. La façade présente quatre larges travées ; la porte d'entrée est sur la dernière travée à gauche ; la surface des murs est crépie entre les trois travées les plus à gauche, tandis que la travée de droite, légèrement en avant-corps, est entièrement en pierres de taille et encadrée de deux pilastres.
La couverture est en ardoises, ce qui contraste avec les immeubles voisins (qui ont une toiture en tuiles pour les bâtiments traditionnels et des toits-terrasses pour les constructions récentes).